# Jednota umělců výtvorných
Jednota umělců výtvorných (též výtvarných, německy Verein der bildenden Künstler) byl spolek výtvarných umělců veřejně působící v letech 1849-1856. Spolek vznikl jako následník uměleckého odboru Slovanské lípy, založeného v dubnu revolučního roku 1848 a zaniklého počátkem roku 1849.
Jednotu výtvarných umělců založil malíř Josef Vojtěch Hellich a byl zvolen jejím prvním předsedou. Po Hellichovi byl od r. 1850 dalším předsedou Josef Matěj Navrátil, ale tehdy už začaly vnitřní neshody, pravděpodobně hlavně z politických důvodů. Dalším předsedou byl František Horčička (1776–1856). Některé prameny uvádějí zánik už v r. 1851, některé až po Horčičkově smrti v r. 1856.
Jednota sdružovala pouze české výtvarníky a jako protiváha oficiální, císařem podporované Krasoumné jednoty, sledovala národnostní cíle. Jejím posláním mělo být hájení zájmů výtvarného umění, zušlechtění a intelektuální povznesení národa. zabezpečení materiální existence umělců.
Mezi jejími zakládajícími členy byli Josef Mánes, Antonín Lhota, Jan Kroupa, Antonín Kalvoda.
Jednota zřídila svou stálou výstavu, vydala některé prémiové listy (Josef Mánes: Líbánky na Hané, 1849) a roku 1849 vyslala Josefa Mánesa na Kroměřížský sněm, aby tam portrétoval poslance.
Josef Mánes, který se společensky angažoval už od roku 1847 a stál při založení Slovanské lípy i Jednoty, byl později zvolen předsedou výtvarného odboru Umělecké Besedy (1863).
K jeho jménu se odvolávají zakladatelé SVU Mánes (1887) i konzervativní a vlastenecky zaměřené Jednoty umělců výtvarných (1898)